# Palais de l'archiduc Rainier
Le palais de l'archiduc Rainier (ou palais Rainier) est un palais construit à Vienne, en 1711-1712 et démoli en 1957. Il se situait dans l'arrondissement de Wieden.

## Histoire
Le "Palais Engelskirchner" est construit de 1711 à 1712 comme un domaine dans un grand parc pour le riche marchand Leopold von Engelskirchner. Les sculptures du décor sont l'œuvre de l'Italien Lorenzo Mattielli (de). En 1832, lorsqu'il devient la propriété de Johann Heinrich von Geymüller, il est la première maison privée éclairée au gaz. Après plusieurs changements de propriétaires, il devient en 1854 la possession de l'archiduc Rainier d'Autriche qui y vit jusqu'à sa mort en 1913.
Pendant la Seconde Guerre mondiale, le bâtiment est endommagé et utilisé après 1945 par les forces d'occupation soviétiques. Le bâtiment près de la Winterreitschule (de) reste si endommagé qu'il n'est plus reconnaissable comme au XIXe siècle.
La société fabricante de plastiques Semperit convainc la Bundesdenkmalamt (de) de déclasser le bâtiment des monuments historiques et monte le projet d'une nouvelle construction par l'architecte Georg Lippert. Le chantier de démolition et de reconstruction s'étale entre 1957 et 1965. À la suite du déclin de l'entreprise, la Chambre Économique Fédérale Autrichienne (de) rachète ce nouvel immeuble pour en faire son siège.

## Source, notes et références
- (de) Cet article est partiellement ou en totalité issu de l’article de Wikipédia en allemand intitulé « Palais Erzherzog Rainer » (voir la liste des auteurs).